# Molí de Miralles (Amposta)
El molí de Miralles és un antic molí d'oli d'Amposta, inclòs a l'Inventari del Patrimoni Arquitectònic de Catalunya.

## Descripció
Té la planta rectangular, amb un cos afegit a la part esquerra de la façana principal, que també té un planta rectangular.
De fora, l'edificació es compon d'una planta baixa i pis superior amb una teulada a dues aigües que està inclinada cap a un costat per l'afegit a la façana principal.
A la planta baixa presenta, al costat dret, la porta principal amb arc de mig punt format per dovelles. No tindria interès si no fos perquè la col·locació de les dites dovelles evidencia que foren desmuntades i tornades a muntar sense respectar l'ordre original, de tal manera que podem trobar que representen un escut esculpit cap per avall o de costat, i la clau de l'arc.
A la part esquerra d'aquesta planta baixa es troba el cos afegit ja esmentat; al pis superior hi ha un balcó per on es pujaven les olives, mentre que a la part esquerra es pot apreciar una finestra.
L'aparell del mur es va fer amb un paredat molt irregular. També cal destacar les teules antigues que encara hi resten a la teulada, així com les bigues de fusta que sobresurten fora de l'edifici, connectant amb la prolongació de la teulada. La façana lateral està totalment transformada i coberta per murals pintats.

## Història
Probablement part d'aquest edifici era un elements constitutius de la façana fluvial d'Amposta; de fet a les transformacions realitzades durant el segle XX es va trobar al seu interior una mena de passadís que connectava amb el riu, a més de moltes restes de cadàvers, així com altres elements de l'edifici que, sembla ser, foren llençats en la major part al riu.
El Sr. Miralles, el propietari de la casa Miralles, va compondre el molí de pedra, però possiblement va utilitzar part d'un molí més antic. L'actual conserva algun element de molta antiguitat.